# 24608 Alexveselkov
24608 Alexveselkov eller 1977 SL är en asteroid i huvudbältet som upptäcktes den 18 september 1977 av den rysk-sovjetiske astronomen Nikolaj Tjernych vid Krims astrofysiska observatorium på Krim. Den har fått sitt namn efter Aleksej Nikonovitj Veselkov.
Asteroiden har en diameter på ungefär två kilometer och den tillhör asteroidgruppen Nysa.